# Креств'ю-Гіллс (Кентуккі)
Креств'ю-Гіллс (англ. Crestview Hills) — місто (англ. city) в США, в окрузі Кентон штату Кентуккі. Населення — 3246 осіб (2020).

## Географія
Креств'ю-Гіллс розташований за координатами 39°1′28″ пн. ш. 84°34′12″ зх. д. / 39.02444° пн. ш. 84.57000° зх. д. (39.024344, -84.569906).  За даними Бюро перепису населення США в 2010 році місто мало площу 5,03 км², з яких 4,95 км² — суходіл та 0,08 км² — водойми.

## Демографія
Згідно з переписом 2010 року, у місті мешкало 3148 осіб у 1388 домогосподарствах у складі 756 родин. Густота населення становила 625 осіб/км².  Було 1463 помешкання (291/км²).
Расовий склад населення:
| - 95,5 % — білих - 2,1 % — чорних або афроамериканців - 1,0 % — азіатів - 0,3 % — вихідців з тихоокеанських островів - 0,1 % — корінних американців |

До двох чи більше рас належало 0,9 %. Частка іспаномовних становила 0,5 % від усіх жителів.
За віковим діапазоном населення розподілялося таким чином: 16,4 % — особи молодші 18 років, 61,6 % — особи у віці 18—64 років, 22,0 % — особи у віці 65 років та старші. Медіана віку мешканця становила 44,3 року. На 100 осіб жіночої статі у місті припадало 89,3 чоловіків;  на 100 жінок у віці від 18 років та старших — 85,6 чоловіків також старших 18 років.
Середній дохід на одне домашнє господарство  становив 90 797 доларів США (медіана — 71 976), а середній дохід на одну сім'ю — 118 674 долари (медіана — 104 539). Медіана доходів становила 67 929 доларів для чоловіків та 57 553 долари для жінок. За межею бідності перебувало 2,8 % осіб, у тому числі 0,9 % дітей у віці до 18 років та 7,3 % осіб у віці 65 років та старших.
Цивільне працевлаштоване населення становило 1757 осіб. Основні галузі зайнятості: освіта, охорона здоров'я та соціальна допомога — 23,4 %, фінанси, страхування та нерухомість — 15,0 %, роздрібна торгівля — 12,5 %, науковці, спеціалісти, менеджери — 10,5 %.